# Championnat de France de rugby à XV de 2e division 1994-1995
Navigation
2e division 1993-1994 2e division 1995-1996
Le championnat de France de rugby à XV de deuxième division 1994-1995 correspond à l'antichambre de la Première Division du rugby à XV en France. Il se situe au quatrième échelon dans la pyramide du rugby français.

## Format
Le championnat est divisé en 3 phases :
Une première phase où les 120 équipes sont réparties en 4 secteurs de 3 poules de 10 équipes. Chaque secteur qualifie 16 équipes pour les play-off (les 5 premiers de chaque poule + le meilleur sixième des 3 poules du secteur). Les derniers de chaque poule ainsi que le plus mauvais neuvième de chaque secteur, descendent en troisième division (soit 16 équipes).
La deuxième phase appelée play-off engage 64 équipes réparties en 4 secteurs de 4 poules de 4 équipes. Les deux premiers de chaque poules sont qualifiés pour les 16ème de finale.
La phase finale commence en seizième de finale, en match à élimination directe sur terrain neutre.
Note : à la suite des fusions entre le Stade français et le CASG, ainsi qu'à celle entre Le Creusot et Montchanin, le CA Pontacq et le Stade montluçonnais gardent leur place en deuxième division.

## Première phase

### Secteur A

#### Poule 1
| Rang | Club            | J  | V  | N | D  | Pm | Pe | Diff | Pts |
| ---- | --------------- | -- | -- | - | -- | -- | -- | ---- | --- |
| 1    | US Tours (R)    | 18 | 15 | 0 | 3  | 0  | 0  | 0    | 48  |
| 2    | Stade Niort     | 18 | 14 | 0 | 4  | 0  | 0  | 0    | 46  |
| 3    | CSM Clamart     | 18 | 13 | 0 | 5  | 0  | 0  | 0    | 44  |
| 4    | USO Domont      | 18 | 10 | 1 | 7  | 0  | 0  | 0    | 39  |
| 5    | Stade Poitiers  | 18 | 9  | 1 | 8  | 0  | 0  | 0    | 37  |
| 6    | RC Trignac (P)  | 18 | 8  | 0 | 10 | 0  | 0  | 0    | 34  |
| 7    | AC Bobigny 93   | 18 | 6  | 1 | 11 | 0  | 0  | 0    | 31  |
| 8    | RC Suresnes     | 18 | 5  | 1 | 12 | 0  | 0  | 0    | 29  |
| 9    | Stade Montluçon | 18 | 4  | 0 | 14 | 0  | 0  | 0    | 26  |
| 10   | RAC Châteauroux | 18 | 4  | 0 | 14 | 0  | 0  | 0    | 26  |

#### Poule 2
| Rang | Club                       | J  | V  | N | D  | Pm | Pe | Diff | Pts |
| ---- | -------------------------- | -- | -- | - | -- | -- | -- | ---- | --- |
| 1    | RC Chalon-sur-Saône (R)    | 18 | 14 | 0 | 4  | 0  | 0  | 0    | 46  |
| 2    | CA Pontarlier              | 18 | 13 | 0 | 5  | 0  | 0  | 0    | 44  |
| 3    | US Bourg-en-Bresse         | 18 | 11 | 0 | 7  | 0  | 0  | 0    | 40  |
| 4    | CS Lons-le-Saunier         | 18 | 11 | 0 | 7  | 0  | 0  | 0    | 40  |
| 5    | RC Metz                    | 18 | 11 | 0 | 7  | 0  | 0  | 0    | 40  |
| 6    | US Bellegarde-Coupy        | 18 | 10 | 0 | 8  | 0  | 0  | 0    | 38  |
| 7    | US Genlis                  | 18 | 6  | 0 | 12 | 0  | 0  | 0    | 30  |
| 8    | Colmar RC                  | 18 | 5  | 0 | 13 | 0  | 0  | 0    | 28  |
| 9    | AS Mâcon                   | 18 | 5  | 0 | 13 | 0  | 0  | 0    | 28  |
| 10   | CS Nuits-Saint-Georges (P) | 18 | 4  | 0 | 14 | 0  | 0  | 0    | 26  |

#### Poule 3
| Rang | Club                 | J  | V  | N | D  | Pm | Pe | Diff | Pts |
| ---- | -------------------- | -- | -- | - | -- | -- | -- | ---- | --- |
| 1    | US Métro Paris       | 18 | 13 | 0 | 5  | 0  | 0  | 0    | 44  |
| 2    | SA Vierzon (P)       | 18 | 11 | 1 | 6  | 0  | 0  | 0    | 41  |
| 3    | Évreux AC (P)        | 18 | 11 | 0 | 7  | 0  | 0  | 0    | 40  |
| 4    | USC Maisons-Laffitte | 18 | 11 | 0 | 7  | 0  | 0  | 0    | 40  |
| 5    | ES Viry-Châtillon    | 18 | 11 | 0 | 7  | 0  | 0  | 0    | 40  |
| 6    | US Berry             | 18 | 10 | 0 | 8  | 0  | 0  | 0    | 38  |
| 7    | ASPTT Arras          | 18 | 10 | 0 | 8  | 0  | 0  | 0    | 38  |
| 8    | RC Compiègne         | 18 | 5  | 0 | 13 | 0  | 0  | 0    | 28  |
| 9    | RC Rouen             | 18 | 4  | 1 | 13 | 0  | 0  | 0    | 27  |
| 10   | RC Auxerre           | 18 | 3  | 0 | 15 | 0  | 0  | 0    | 24  |

### Secteur B

#### Poule 4
| Rang | Club                 | J  | V  | N | D  | Pm | Pe | Diff | Pts |
| ---- | -------------------- | -- | -- | - | -- | -- | -- | ---- | --- |
| 1    | SO Givors            | 18 | 14 | 0 | 4  | 0  | 0  | 0    | 46  |
| 2    | RC Vichy (R)         | 18 | 12 | 0 | 6  | 0  | 0  | 0    | 42  |
| 3    | FC Digoin            | 18 | 11 | 1 | 6  | 0  | 0  | 0    | 41  |
| 4    | SO Ugine-Albertville | 18 | 11 | 0 | 7  | 0  | 0  | 0    | 40  |
| 5    | SC Brioude           | 18 | 9  | 0 | 9  | 0  | 0  | 0    | 36  |
| 6    | US Issoire           | 18 | 9  | 0 | 9  | 0  | 0  | 0    | 36  |
| 7    | Stade Clermont       | 18 | 8  | 1 | 9  | 0  | 0  | 0    | 35  |
| 8    | RC Gex               | 18 | 7  | 0 | 11 | 0  | 0  | 0    | 32  |
| 9    | USO Nevers           | 18 | 4  | 0 | 14 | 0  | 0  | 0    | 26  |
| 10   | FA Cournon-Le Cendre | 18 | 4  | 0 | 14 | 0  | 0  | 0    | 26  |

#### Poule 5
| Rang | Club                        | J  | V  | N | D  | Pm | Pe | Diff | Pts |
| ---- | --------------------------- | -- | -- | - | -- | -- | -- | ---- | --- |
| 1    | CS Annonay                  | 18 | 18 | 0 | 0  | 0  | 0  | 0    | 54  |
| 2    | AS Bédarrides               | 18 | 11 | 0 | 7  | 0  | 0  | 0    | 40  |
| 3    | US Montmélian               | 18 | 10 | 1 | 7  | 0  | 0  | 0    | 39  |
| 4    | Saint-Marcellin Sports      | 18 | 9  | 1 | 8  | 0  | 0  | 0    | 37  |
| 5    | SU Cavaillon                | 18 | 9  | 0 | 9  | 0  | 0  | 0    | 36  |
| 6    | US Beaurepaire (P)          | 18 | 9  | 0 | 9  | 0  | 0  | 0    | 36  |
| 7    | SC Saint-Jean-en-Royans (P) | 18 | 7  | 0 | 11 | 0  | 0  | 0    | 32  |
| 8    | RC Seyssins                 | 18 | 5  | 2 | 11 | 0  | 0  | 0    | 30  |
| 9    | RC Sorgues                  | 18 | 5  | 0 | 13 | 0  | 0  | 0    | 28  |
| 10   | CS Villefranche-sur-Saône   | 18 | 5  | 0 | 13 | 0  | 0  | 0    | 28  |

#### Poule 6
| Rang | Club                  | J  | V  | N | D  | Pm | Pe | Diff | Pts |
| ---- | --------------------- | -- | -- | - | -- | -- | -- | ---- | --- |
| 1    | RC La Valette         | 18 | 12 | 0 | 6  | 0  | 0  | 0    | 42  |
| 2    | RC Six-Fours          | 18 | 10 | 2 | 6  | 0  | 0  | 0    | 40  |
| 3    | RC Hyères             | 18 | 10 | 0 | 8  | 0  | 0  | 0    | 38  |
| 4    | RC Apt-Lubéron        | 18 | 9  | 2 | 7  | 0  | 0  | 0    | 38  |
| 5    | Stade Pézenas         | 18 | 10 | 0 | 8  | 0  | 0  | 0    | 38  |
| 6    | RC Tricastin          | 18 | 9  | 2 | 7  | 0  | 0  | 0    | 38  |
| 7    | La Voulte Sportif (R) | 18 | 9  | 1 | 8  | 0  | 0  | 0    | 37  |
| 8    | RC Mèze (P)           | 18 | 8  | 1 | 9  | 0  | 0  | 0    | 35  |
| 9    | Châteauneuf-Orange RC | 18 | 4  | 1 | 13 | 0  | 0  | 0    | 27  |
| 10   | SC Privas             | 18 | 4  | 1 | 13 | 0  | 0  | 0    | 27  |

### Secteur C

#### Poule 7
| Rang | Club                | J  | V  | N | D  | Pm | Pe | Diff | Pts |
| ---- | ------------------- | -- | -- | - | -- | -- | -- | ---- | --- |
| 1    | US Carcassonne      | 18 | 12 | 0 | 6  | 0  | 0  | 0    | 42  |
| 2    | SO Millau           | 18 | 12 | 0 | 6  | 0  | 0  | 0    | 42  |
| 3    | RC Sérignan (P)     | 18 | 9  | 0 | 9  | 0  | 0  | 0    | 36  |
| 4    | Aviron Gruissan (P) | 18 | 9  | 0 | 9  | 0  | 0  | 0    | 36  |
| 5    | Grenade Sports      | 18 | 9  | 0 | 9  | 0  | 0  | 0    | 36  |
| 6    | JS Elne             | 18 | 9  | 0 | 9  | 0  | 0  | 0    | 36  |
| 7    | AS Lavaur (R)       | 18 | 8  | 0 | 10 | 0  | 0  | 0    | 34  |
| 8    | US Quillan          | 18 | 8  | 0 | 10 | 0  | 0  | 0    | 34  |
| 9    | US Millas           | 18 | 7  | 1 | 10 | 0  | 0  | 0    | 33  |
| 10   | US Thuir (R)        | 18 | 6  | 1 | 11 | 0  | 0  | 0    | 31  |

#### Poule 8
| Rang | Club                    | J  | V  | N | D  | Pm | Pe | Diff | Pts |
| ---- | ----------------------- | -- | -- | - | -- | -- | -- | ---- | --- |
| 1    | SA Mauléon              | 18 | 11 | 2 | 5  | 0  | 0  | 0    | 42  |
| 2    | SA Hagetmau             | 18 | 12 | 0 | 6  | 0  | 0  | 0    | 42  |
| 3    | US Cazères              | 18 | 10 | 1 | 7  | 0  | 0  | 0    | 39  |
| 4    | US Morlaàs              | 18 | 10 | 2 | 6  | 0  | 0  | 0    | 38  |
| 5    | US Portet-sur-Garonne   | 18 | 9  | 1 | 8  | 0  | 0  | 0    | 37  |
| 6    | US Montréjeau (P)       | 18 | 9  | 0 | 9  | 0  | 0  | 0    | 36  |
| 7    | US Mugron               | 18 | 8  | 1 | 9  | 0  | 0  | 0    | 35  |
| 8    | ES Arudy                | 18 | 8  | 0 | 10 | 0  | 0  | 0    | 34  |
| 9    | AS Montfort-en-Chalosse | 18 | 5  | 1 | 12 | 0  | 0  | 0    | 27  |
| 10   | Bénéjacq Olympique      | 18 | 4  | 0 | 14 | 0  | 0  | 0    | 26  |

Montfort et Morlaàs: deux points de pénalisation.

#### Poule 9
| Rang | Club                    | J  | V  | N | D  | Pm | Pe | Diff | Pts |
| ---- | ----------------------- | -- | -- | - | -- | -- | -- | ---- | --- |
| 1    | Lombez-Samatan Club (R) | 18 | 12 | 4 | 2  | 0  | 0  | 0    | 46  |
| 2    | RS Mauvezin (P)         | 18 | 12 | 0 | 6  | 0  | 0  | 0    | 42  |
| 3    | AS Fleurance (R)        | 18 | 10 | 1 | 7  | 0  | 0  | 0    | 39  |
| 4    | US L'Isle-Jourdain      | 18 | 9  | 3 | 6  | 0  | 0  | 0    | 39  |
| 5    | FC Toulouse (P)         | 18 | 9  | 1 | 8  | 0  | 0  | 0    | 37  |
| 6    | CA Castelsarrasin       | 18 | 9  | 0 | 9  | 0  | 0  | 0    | 36  |
| 7    | US Vic-en-Bigorre       | 18 | 7  | 2 | 9  | 0  | 0  | 0    | 34  |
| 8    | Stade Lavelanet         | 18 | 7  | 0 | 11 | 0  | 0  | 0    | 32  |
| 9    | RC Revel (P)            | 18 | 5  | 1 | 12 | 0  | 0  | 0    | 29  |
| 10   | SC Rieumes              | 18 | 4  | 0 | 14 | 0  | 0  | 0    | 26  |

### Secteur D

#### Poule 10
| Rang | Club                     | J  | V  | N | D  | Pm | Pe | Diff | Pts |
| ---- | ------------------------ | -- | -- | - | -- | -- | -- | ---- | --- |
| 1    | US Cognac (R)            | 18 | 15 | 1 | 2  | 0  | 0  | 0    | 49  |
| 2    | CA Sarlat (R)            | 18 | 14 | 0 | 4  | 0  | 0  | 0    | 46  |
| 3    | UA Gujan-Mestras         | 18 | 11 | 1 | 6  | 0  | 0  | 0    | 41  |
| 4    | US Salles                | 18 | 8  | 0 | 10 | 0  | 0  | 0    | 34  |
| 5    | JA Isle (P)              | 18 | 7  | 2 | 9  | 0  | 0  | 0    | 34  |
| 6    | Saint-Céré Rugby         | 18 | 7  | 0 | 11 | 0  | 0  | 0    | 32  |
| 7    | CA Villeneuve-sur-Lot    | 18 | 6  | 2 | 10 | 0  | 0  | 0    | 32  |
| 8    | CR Bretenoux-Biars (P)   | 18 | 6  | 1 | 11 | 0  | 0  | 0    | 31  |
| 9    | RC Uzerche               | 18 | 6  | 1 | 11 | 0  | 0  | 0    | 31  |
| 10   | Biscarosse Olympique (P) | 18 | 6  | 0 | 12 | 0  | 0  | 0    | 30  |

#### Poule 11
| Rang | Club                    | J  | V  | N | D  | Pm | Pe | Diff | Pts |
| ---- | ----------------------- | -- | -- | - | -- | -- | -- | ---- | --- |
| 1    | CA Lormont              | 18 | 13 | 0 | 5  | 0  | 0  | 0    | 44  |
| 2    | Avenir Moissac          | 18 | 12 | 0 | 6  | 0  | 0  | 0    | 42  |
| 3    | UA Gaillac              | 18 | 10 | 2 | 6  | 0  | 0  | 0    | 40  |
| 4    | JS Villeneuve-de-Marsan | 18 | 10 | 1 | 7  | 0  | 0  | 0    | 39  |
| 5    | US Eauze                | 18 | 10 | 0 | 8  | 0  | 0  | 0    | 38  |
| 6    | JS Riscle               | 18 | 7  | 1 | 10 | 0  | 0  | 0    | 33  |
| 7    | US Caussade             | 18 | 7  | 1 | 10 | 0  | 0  | 0    | 33  |
| 8    | US Nérac                | 18 | 7  | 0 | 11 | 0  | 0  | 0    | 32  |
| 9    | SC Decazeville          | 18 | 7  | 0 | 11 | 0  | 0  | 0    | 32  |
| 10   | US Souillac             | 18 | 4  | 1 | 13 | 0  | 0  | 0    | 27  |

#### Poule 12
| Rang | Club                       | J  | V  | N | D  | Pm | Pe | Diff | Pts |
| ---- | -------------------------- | -- | -- | - | -- | -- | -- | ---- | --- |
| 1    | Avenir Bizanos             | 18 | 16 | 1 | 1  | 0  | 0  | 0    | 51  |
| 2    | SA Saint-Sever             | 18 | 13 | 0 | 5  | 0  | 0  | 0    | 44  |
| 3    | AS Pont-Long               | 18 | 11 | 1 | 6  | 0  | 0  | 0    | 41  |
| 4    | Stade Sainte-Foy-la-Grande | 18 | 9  | 1 | 8  | 0  | 0  | 0    | 37  |
| 5    | US Mouguerre               | 18 | 9  | 0 | 9  | 0  | 0  | 0    | 36  |
| 6    | SC Captieux                | 18 | 7  | 1 | 10 | 0  | 0  | 0    | 33  |
| 7    | Stade Langon               | 18 | 7  | 1 | 10 | 0  | 0  | 0    | 33  |
| 8    | CAC Grignols               | 18 | 7  | 0 | 11 | 0  | 0  | 0    | 32  |
| 9    | CA Pontacq                 | 18 | 7  | 1 | 10 | 0  | 0  | 0    | 31  |
| 10   | AS Bayonne                 | 18 | 1  | 0 | 17 | 0  | 0  | 0    | 20  |

Pontacq: deux points de pénalisation.

## Play-off

### Secteur A

#### Poule 1
| Rang | Club               | J | V | N | D | Pm | Pe | Diff | Pts |
| ---- | ------------------ | - | - | - | - | -- | -- | ---- | --- |
| 1    | US Tours           | 6 | 4 | 0 | 2 | 0  | 0  | 0    | 14  |
| 2    | CS Lons-le-Saunier | 6 | 4 | 0 | 2 | 0  | 0  | 0    | 14  |
| 3    | Évreux AC          | 6 | 4 | 0 | 2 | 0  | 0  | 0    | 14  |
| 4    | US Berry           | 6 | 0 | 0 | 6 | 0  | 0  | 0    | 6   |

#### Poule 2
| Rang | Club                 | J | V | N | D | Pm | Pe | Diff | Pts |
| ---- | -------------------- | - | - | - | - | -- | -- | ---- | --- |
| 1    | RC Chalon-sur-Saône  | 6 | 5 | 0 | 1 | 0  | 0  | 0    | 16  |
| 2    | USC Maisons-Laffitte | 6 | 3 | 1 | 2 | 0  | 0  | 0    | 13  |
| 3    | CSM Clamart          | 6 | 2 | 1 | 3 | 0  | 0  | 0    | 11  |
| 4    | ES Viry-Châtillon    | 6 | 1 | 0 | 5 | 0  | 0  | 0    | 8   |

#### Poule 3
| Rang | Club           | J | V | N | D | Pm | Pe | Diff | Pts |
| ---- | -------------- | - | - | - | - | -- | -- | ---- | --- |
| 1    | CA Pontarlier  | 6 | 4 | 0 | 2 | 0  | 0  | 0    | 14  |
| 2    | US Métro Paris | 6 | 3 | 1 | 2 | 0  | 0  | 0    | 13  |
| 3    | Stade Poitiers | 6 | 2 | 1 | 3 | 0  | 0  | 0    | 11  |
| 4    | USO Domont     | 6 | 2 | 0 | 4 | 0  | 0  | 0    | 10  |

#### Poule 4
| Rang | Club               | J | V | N | D | Pm | Pe | Diff | Pts |
| ---- | ------------------ | - | - | - | - | -- | -- | ---- | --- |
| 1    | RC Metz            | 6 | 4 | 0 | 2 | 0  | 0  | 0    | 14  |
| 2    | Stade Niort        | 6 | 3 | 0 | 3 | 0  | 0  | 0    | 12  |
| 3    | SA Vierzon         | 6 | 3 | 0 | 3 | 0  | 0  | 0    | 12  |
| 4    | US Bourg-en-Bresse | 6 | 2 | 0 | 4 | 0  | 0  | 0    | 10  |

### Secteur B

#### Poule 5
| Rang | Club                   | J | V | N | D | Pm | Pe | Diff | Pts |
| ---- | ---------------------- | - | - | - | - | -- | -- | ---- | --- |
| 1    | SO Givors              | 6 | 4 | 0 | 2 | 0  | 0  | 0    | 14  |
| 2    | Saint-Marcellin Sports | 6 | 3 | 0 | 3 | 0  | 0  | 0    | 12  |
| 3    | SU Cavaillon           | 6 | 3 | 0 | 3 | 0  | 0  | 0    | 12  |
| 4    | RC Hyères              | 6 | 2 | 0 | 4 | 0  | 0  | 0    | 10  |

#### Poule 6
| Rang | Club           | J | V | N | D | Pm | Pe | Diff | Pts |
| ---- | -------------- | - | - | - | - | -- | -- | ---- | --- |
| 1    | CS Annonay     | 6 | 5 | 1 | 0 | 0  | 0  | 0    | 17  |
| 2    | FC Digoin      | 6 | 4 | 1 | 1 | 0  | 0  | 0    | 15  |
| 3    | RC Tricastin   | 6 | 2 | 0 | 4 | 0  | 0  | 0    | 10  |
| 4    | RC Apt-Lubéron | 6 | 0 | 0 | 6 | 0  | 0  | 0    | 6   |

#### Poule 7
| Rang | Club                 | J | V | N | D | Pm | Pe | Diff | Pts |
| ---- | -------------------- | - | - | - | - | -- | -- | ---- | --- |
| 1    | AS Bédarrides        | 6 | 4 | 0 | 2 | 0  | 0  | 0    | 14  |
| 2    | SO Ugine-Albertville | 6 | 3 | 0 | 3 | 0  | 0  | 0    | 12  |
| 3    | RC La Valette        | 6 | 3 | 0 | 3 | 0  | 0  | 0    | 12  |
| 4    | SC Brioude           | 6 | 2 | 0 | 4 | 0  | 0  | 0    | 10  |

#### Poule 8
| Rang | Club          | J | V | N | D | Pm | Pe | Diff | Pts |
| ---- | ------------- | - | - | - | - | -- | -- | ---- | --- |
| 1    | Stade Pézenas | 6 | 4 | 0 | 2 | 0  | 0  | 0    | 14  |
| 2    | RC Six-Fours  | 6 | 3 | 0 | 3 | 0  | 0  | 0    | 12  |
| 3    | RC Vichy      | 6 | 3 | 0 | 3 | 0  | 0  | 0    | 12  |
| 4    | US Montmélian | 6 | 2 | 0 | 4 | 0  | 0  | 0    | 10  |

### Secteur C

#### Poule 9
| Rang | Club               | J | V | N | D | Pm | Pe | Diff | Pts |
| ---- | ------------------ | - | - | - | - | -- | -- | ---- | --- |
| 1    | US L'Isle-Jourdain | 6 | 5 | 0 | 1 | 0  | 0  | 0    | 16  |
| 2    | US Carcassonne     | 6 | 4 | 0 | 2 | 0  | 0  | 0    | 14  |
| 3    | US Cazères         | 6 | 2 | 0 | 4 | 0  | 0  | 0    | 10  |
| 4    | FC Toulouse        | 6 | 1 | 0 | 5 | 0  | 0  | 0    | 8   |

#### Poule 10
| Rang | Club            | J | V | N | D | Pm | Pe | Diff | Pts |
| ---- | --------------- | - | - | - | - | -- | -- | ---- | --- |
| 1    | RS Mauvezin     | 6 | 4 | 0 | 2 | 0  | 0  | 0    | 14  |
| 2    | SA Mauléon      | 6 | 4 | 0 | 2 | 0  | 0  | 0    | 14  |
| 3    | Grenade Sports  | 6 | 3 | 0 | 3 | 0  | 0  | 0    | 12  |
| 4    | Aviron Gruissan | 6 | 1 | 0 | 5 | 0  | 0  | 0    | 8   |

#### Poule 11
| Rang | Club                | J | V | N | D | Pm | Pe | Diff | Pts |
| ---- | ------------------- | - | - | - | - | -- | -- | ---- | --- |
| 1    | Lombez-Samatan Club | 6 | 4 | 1 | 1 | 0  | 0  | 0    | 15  |
| 2    | RC Sérignan         | 6 | 4 | 0 | 2 | 0  | 0  | 0    | 14  |
| 3    | CA Castelsarrasin   | 6 | 2 | 1 | 3 | 0  | 0  | 0    | 11  |
| 4    | US Morlaàs          | 6 | 1 | 0 | 5 | 0  | 0  | 0    | 8   |

#### Poule 12
| Rang | Club                  | J | V | N | D | Pm | Pe | Diff | Pts |
| ---- | --------------------- | - | - | - | - | -- | -- | ---- | --- |
| 1    | AS Fleurance          | 6 | 4 | 0 | 2 | 0  | 0  | 0    | 14  |
| 2    | SA Hagetmau           | 6 | 4 | 0 | 2 | 0  | 0  | 0    | 14  |
| 3    | SO Millau             | 6 | 4 | 0 | 2 | 0  | 0  | 0    | 14  |
| 4    | US Portet-sur-Garonne | 6 | 0 | 0 | 6 | 0  | 0  | 0    | 6   |

### Secteur D

#### Poule 13
| Rang | Club                       | J | V | N | D | Pm | Pe | Diff | Pts |
| ---- | -------------------------- | - | - | - | - | -- | -- | ---- | --- |
| 1    | US Cognac                  | 6 | 4 | 1 | 1 | 0  | 0  | 0    | 15  |
| 2    | Stade Sainte-Foy-la-Grande | 6 | 4 | 0 | 2 | 0  | 0  | 0    | 14  |
| 3    | UA Gaillac                 | 6 | 2 | 0 | 4 | 0  | 0  | 0    | 10  |
| 4    | US Eauze                   | 6 | 1 | 1 | 4 | 0  | 0  | 0    | 9   |

#### Poule 14
| Rang | Club           | J | V | N | D | Pm | Pe | Diff | Pts |
| ---- | -------------- | - | - | - | - | -- | -- | ---- | --- |
| 1    | CA Lormont     | 6 | 4 | 1 | 1 | 0  | 0  | 0    | 15  |
| 2    | SA Saint-Sever | 6 | 4 | 1 | 1 | 0  | 0  | 0    | 15  |
| 3    | US Mouguerre   | 6 | 3 | 0 | 3 | 0  | 0  | 0    | 12  |
| 4    | US Salles      | 6 | 0 | 0 | 6 | 0  | 0  | 0    | 6   |

#### Poule 15
| Rang | Club                    | J | V | N | D | Pm | Pe | Diff | Pts |
| ---- | ----------------------- | - | - | - | - | -- | -- | ---- | --- |
| 1    | JS Villeneuve-de-Marsan | 6 | 5 | 0 | 1 | 0  | 0  | 0    | 16  |
| 2    | Avenir Bizanos          | 6 | 4 | 0 | 2 | 0  | 0  | 0    | 14  |
| 3    | JS Riscle               | 6 | 2 | 0 | 4 | 0  | 0  | 0    | 10  |
| 4    | UA Gujan-Mestras        | 6 | 1 | 0 | 5 | 0  | 0  | 0    | 8   |

#### Poule 16
| Rang | Club           | J | V | N | D | Pm | Pe | Diff | Pts |
| ---- | -------------- | - | - | - | - | -- | -- | ---- | --- |
| 1    | CA Sarlat      | 6 | 6 | 0 | 0 | 0  | 0  | 0    | 18  |
| 2    | Avenir Moissac | 6 | 4 | 0 | 2 | 0  | 0  | 0    | 14  |
| 3    | AS Pont-Long   | 6 | 1 | 0 | 5 | 0  | 0  | 0    | 8   |
| 4    | JA Isle        | 6 | 1 | 0 | 5 | 0  | 0  | 0    | 8   |

## Phase finale

### 16ede finale
30 avril 1995
| Lieu                        | Équipe 1                | Équipe 2                   | Score |
| --------------------------- | ----------------------- | -------------------------- | ----- |
| À Bourges                   | RC Chalon-sur-Saône     | Stade Niort                | 23-7  |
| À Nevers                    | US Tours                | US Métro Paris             | 12-15 |
| À Auxerre                   | RC Metz                 | USC Maisons-Laffitte       | 12-6  |
| À Saint-Claude              | CA Pontarlier           | CS Lons-le-Saunier         | 12-24 |
| À Cavaillon                 | CS Annonay              | RC Six-Fours               | 20-0  |
| À Monteux                   | Stade Pézenas           | SO Ugine-Albertville       | 11-9  |
| À Rumilly                   | SO Givors               | Saint-Marcellin Sports     | 14-3  |
| À Voiron                    | AS Bédarrides           | FC Digoin                  | 26-11 |
| À Revel                     | US L'Isle-Jourdain      | RC Sérignan                | 17-6  |
| À Vic-en-Bigorre            | Lombez-Samatan Club     | SA Mauléon                 | 9-11  |
| À Nogaro                    | AS Fleurance            | SA Hagetmau                | 15-13 |
| À Villefranche-de-Lauragais | RS Mauvezin             | US Carcassonne             | 12-31 |
| À Eauze                     | CA Sarlat               | Avenir Bizanos             | 12-11 |
| À Nérac                     | JS Villeneuve-de-Marsan | Avenir Moissac             | 19-21 |
| À Blaye                     | US Cognac               | Stade Sainte-Foy-la-Grande | 34-3  |
| À Labouheyre                | CA Lormont              | SA Saint-Sever             | 21-36 |

### 8ede finale
7 mai 1995
Les vainqueurs montent en première division Groupe B. Les vaincus joueront un barrage pour monter contre les 8 équipes qui ont fini 3ème de leur poule en Coupe du Groupe B.
| Lieu                         | Équipe 1            | Équipe 2           | Score |
| ---------------------------- | ------------------- | ------------------ | ----- |
| À Bourg-en-Bresse            | RC Chalon-sur-Saône | CS Lons-le-Saunier | 19-11 |
| À Genlis                     | RC Metz             | US Métro Paris     | 20-30 |
| À Montélimar                 | CS Annonay          | AS Bédarrides      | 15-6  |
| À Avignon                    | Stade Pézenas       | SO Givors          | 13-23 |
| À Toulouse (Stade Corbarieu) | US L'Isle-Jourdain  | US Carcassonne     | 25-15 |
| À Lannemezan                 | AS Fleurance        | SA Mauléon         | 23-3  |
| À Langon                     | CA Sarlat           | SA Saint-Sever     | 13-10 |
| À Sainte-Foy-la-Grande       | US Cognac           | Avenir Moissac     | 23-16 |

### Quarts de finale
14 mai 1995
| Lieu          | Équipe 1            | Équipe 2       | Score |
| ------------- | ------------------- | -------------- | ----- |
| À Châteauroux | CA Sarlat           | US Métro Paris | 21-25 |
| À Vienne      | CS Annonay          | SO Givors      | 3-0   |
| À Cavaillon   | RC Chalon-sur-Saône | AS Fleurance   | 17-19 |
| À Sarlat      | US L'Isle-Jourdain  | US Cognac      | 6-12  |

### Demi-finale
21 mai 1995
| Lieu      | Équipe 1   | Équipe 2       | Score |
| --------- | ---------- | -------------- | ----- |
| À Pézenas | CS Annonay | AS Fleurance   | 25-6  |
| À Moulins | US Cognac  | US Métro Paris | 14-3  |

### Finale
4 juin 1995
| Lieu    | Équipe 1   | Équipe 2  | Score |
| ------- | ---------- | --------- | ----- |
| À Ussel | CS Annonay | US Cognac | 9-15  |

## Barrages Groupe B / deuxième division
14 mai 1995
Les vainqueurs joueront en première division Groupe B en 1995/1996. Le SO Chambéry sera maintenu en première division Groupe B à la suite de la fusion entre le Stade français et le CASG Paris.
| Lieu                        | Équipe Groupe B               | Équipe deuxième division | Score |
| --------------------------- | ----------------------------- | ------------------------ | ----- |
| À Istres                    | RC Aubenas-Vals               | Stade Pézenas            | 20-6  |
| À Monteux                   | SO Chambéry                   | US Carcassonne           | 7-9   |
| À Poitiers                  | ASPTT Paris                   | SA Saint-Sever           | 15-18 |
| À Lombez                    | Saint-Girons SC               | Avenir Moissac           | 14-6  |
| À Narbonne                  | FC Saint-Claude               | SA Mauléon               | 42-0  |
| À Lyon                      | SC Mazamet                    | RC Metz                  | 33-14 |
| À Saint-Paul-Trois-Châteaux | Union Sigean-Port-la-Nouvelle | CS Lons-le-Saunier       | 34-21 |
| À La Voulte                 | CS Vienne                     | AS Bédarrides            | 24-33 |